# Homewrecker
Homewrecker est une émission de télévision américaine diffusée sur MTV animée par Ryan Dunn.
Le principe de l'émission reprend celui des émissions classiques de décorations, mais l'objectif n'est pas d'améliorer la décoration mais au contraire de la rendre désagréable. Ryan Dunn est appelée par des personnes voulant se venger : les chambres ainsi transformées ressemblent finalement plus à des WC publics ou à des garages qu'à de véritables chambres.